# مهر ویج
مهر ویج (انگلیسی: Meher Vij؛ زادهٔ ۲۲ سپتامبر ۱۹۸۶) هنرپیشه، و بازیگر سینما اهل هند است. وی از سال ۲۰۰۵ میلادی تاکنون مشغول فعالیت بوده‌است.
از فیلم‌ها یا برنامه‌های تلویزیونی که وی در آن نقش داشته‌است می‌توان به برادر باجرانگی، بدون تو ۲ و فوق‌ستاره مخفی اشاره کرد.